# Hippopodina tahitiensis
Hippopodina tahitiensis is een mosdiertjessoort uit de familie van de Hippopodinidae. De wetenschappelijke naam van de soort is voor het eerst geldig gepubliceerd in 1993 door Leca & d'Hondt.